# Gaj (gmina Šmarje pri Jelšah)
Gaj – wieś w Słowenii, w gminie Šmarje pri Jelšah. W 2018 roku liczyła 61 mieszkańców.